# Epsilon Piscium
Epsilon Piscium (Kaht, 71 Piscium) é uma estrela na direção da constelação de Pisces. Possui uma ascensão reta de 01h 02m 56.66s e uma declinação de +07° 53′ 24.3″. Sua magnitude aparente é igual a 4.27. Considerando sua distância de 190 anos-luz em relação à Terra, sua magnitude absoluta é igual a 0.44. Pertence à classe espectral K0III.